# 禁止 (クルアーン)
『禁止』とは、クルアーンにおける第66番目の章（スーラ）。12の節（アーヤ）から成る。マディーナ啓示に分類される。

## 内容
ムスリム共同体（ウンマ）における共謀・反抗の禁止について述べられる。